# Kriscia Lorena García
Kriscia Lorena García Blanco Nació el 20 de septiembre de 1963 en el departamento de Santa Ana es una atleta salvadoreña de fondo o larga distancia. Compitió en el maratón femenino en los Juegos Olímpicos de Verano de 1988. Terminó séptima en los 1500 metros en los Juegos Panamericanos de 1987.

## Trayectoria
Por más de 25 años Kriscia García representó a El Salvador en el atletismo, sus Inicios fueron producto de la educación física impartida por la maestra: Ana Regina Gómez en Candelaria de la frontera siendo de las mejores en la prueba así logro ser parte del equipo de atletismo del Centro Escolar Soledad Moreno de Benavides. En 1976 participó en los Juegos estudiantiles, desarrolló una carrera integral para luego ser parte de la selección nacional de atletismo a sus 14 años, siendo entrenada por la dirección técnica del Maestro Ernesto Napoleón Vides Oliva y debutó en lanzamiento de bala pero luego con los entrenamientos y planificación en pruebas en pista con el profesor Vides participó en pruebas de medio fondo y carreras en ruta, hasta Maratones.    
Inicio a laborar en la Universidad de El Salvador el 1 de junio del 1986, como instructora de gimnasia formativa.
En el 2005 fue convocada como preparadora física del equipo Atlético Marte de Segunda División. Graduada de la Licenciatura de Educación Física impartió clases y preparo niñas y niños del Centro Escolar Juan Ramón Jiménez. En el 2013 dirigió una escuela deportiva de kickball infantil como un aporte social.

## Competiciones internacionales
| Representando El Salvador | Representando El Salvador                 | Representando El Salvador      | Representando El Salvador | Representando El Salvador | Representando El Salvador |
| ------------------------- | ----------------------------------------- | ------------------------------ | ------------------------- | ------------------------- | ------------------------- |
| 1980                      | Campeonato Centroamericano                | Ciudad de Guatemala            | 4to                       | 800 m                     | 2:33.5                    |
| 1980                      | Campeonato Centroamericano                | Ciudad de Guatemala            | 2do                       | 1500 m                    | 5:07.2                    |
| 1983                      | Campeonato mundial                        | Helsinki, Finlandia            | 19°                       | 1500 m                    | 4:40.21                   |
| 1983                      | Campeonato mundial                        | Helsinki, Finlandia            | 29°                       | 3000 m                    | 10:06.14                  |
| 1984                      | Juegos olimpicos                          | Los Angeles, Estados Unidos    | 22°                       | 1500 m                    | 4:38.00                   |
| 1984                      | Juegos olimpicos                          | Los Angeles, Estados Unidos    | 26°                       | 3000 m                    | 9:42.28                   |
| 1984                      | Campeonatos Centroamericanos              | Ciudad de Guatemala            | 3°                        | 800 m                     | 2:20.0                    |
| 1984                      | Campeonatos Centroamericanos              | Ciudad de Guatemala            | 1°                        | 1500 m                    | 4:44.1                    |
| 1984                      | Campeonatos Centroamericanos              | Ciudad de Guatemala            | 1°                        | 3000 m                    | 10:26.9                   |
| 1984                      | Campeonatos Centroamericanos              | Ciudad de Guatemala            | 3°                        | 4 × 400 m relay           | 4:15.0                    |
| 1986                      | Juegos Centroamericanos y del Caribe      | Ciudad de Guatemala            | 3°                        | 1500 m                    |                           |
| 1986                      | Juegos Centroamericanos y del Caribe      | Ciudad de Guatemala            | 1°                        | 3000 m                    | 10:30.2                   |
| 1986                      | Campeonatos Iberoamericanos               | Havana, Cuba                   | 6°                        | 1500 m                    | 4:38.54                   |
| 1986                      | Campeonatos Iberoamericanos               | Havana, Cuba                   | 7°                        | 3000 m                    | 9:57.67                   |
| 1986                      | Campeonato Mundial de Carreras en Ruta    | Lisbon, Portugal               | 55°                       | 15 km                     | 54:23                     |
| 1987                      | Juegos Panamericanos                      | Indianapolis, Estados unidos   | 7°                        | 1500 m                    | 4:34.29                   |
| 1987                      | Juegos Panamericanos                      | Indianapolis, Estados unidos   | 9°                        | 3000 m                    | 10:09.03                  |
| 1987                      | Campeonatos del mundo                     | Roma, Italia                   | 29°                       | 1500 m                    | 4:34.76                   |
| 1988                      | Juegos Olimpicos                          | Seoul, South Korea             | 58°                       | Marathon                  | 3:04:21                   |
| 1992                      | Campeonatos Iberoamericanos               | Seville, España                | 10°                       | 10,000 m                  | 37:38.43                  |
| 1995                      | Campeonatos Centroamericanos y del Caribe | Ciudad de Guatemala, Guatemala | 3°                        | 10,000 m                  | 37:52.26                  |
| 1997                      | Juegos Centroamericanos                   | San Pedro Sula, Honduras       | 3°                        | 5000 m                    | 18:38.8                   |
| 1997                      | Juegos Centroamericanos                   | San Pedro Sula, Honduras       | 1°                        | 10,000 m                  | 38:36.39                  |
| 1998                      | Juegos Centroamericanos y del Caribe      | Maracaibo, Venezuela           | 3°                        | Marathon                  | 3:00:21                   |
| 1998                      | Juegos Centroamericanos                   | Ciudad de Guatemala, Guatemala | 1°                        | 10,000 m                  | 38:06.7                   |
| 1999                      | Juegos Centroamericanos                   | Bridgetown, Barbados           | 1°                        | Half marathon             | 1:26:25                   |
| 1999                      | Juegos Panamericanos                      | Winnipeg, Canada               | 9°                        | Marathon                  | 3:07:03                   |
| 2001                      | Juegos Centroamericanos y del Caribe      | Ciudad de Guatemala, Guatemala | 5°                        | Half marathon             | 1:24:03                   |
| 2001                      | Juegos Centroamericanos                   | Ciudad de Guatemala, Guatemala | 2°                        | Marathon                  | 3:02:25                   |
|                           | Juegos Centroamericanos                   |                                |                           |                           |                           |

## Mejores marcas personales y Récords Nacionales
Exterior
- 800 metros – 2:20.0 (1984)
- 1500 metros – 4:34.29 (1987)
- 3000 metros – 9:42.28 (Los Ángeles 1984) Récord Nacional (Hasta el momento)
- 5000 metros – 17:11.7 (1986)
- 10.000 metros – 36:21,1 (1988)
- Maratón – 2:49:34 (San Salvador: Guazapa, 1988) récord Nacional (hasta el momento[5])